# پالائوکتونوس
پالائوکتونوس (نام علمی: Palaeoctonus) نام یک سرده از تیره فیتوسور است.